# Aloe ciliaris

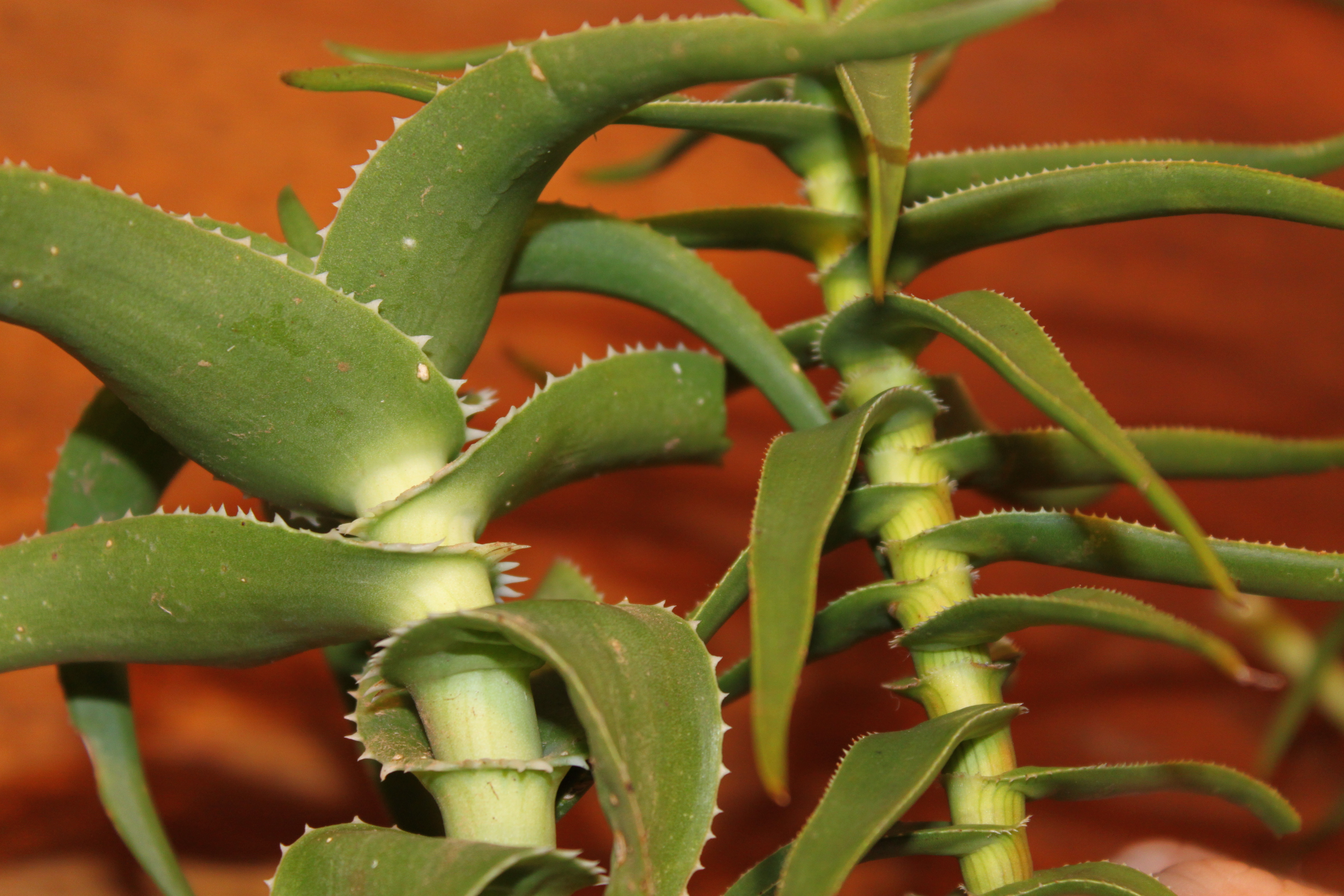
Vergleich zwischen Aloe ciliaris var. ciliaris und Aloe ciliaris var. tidmarshii (rechts)

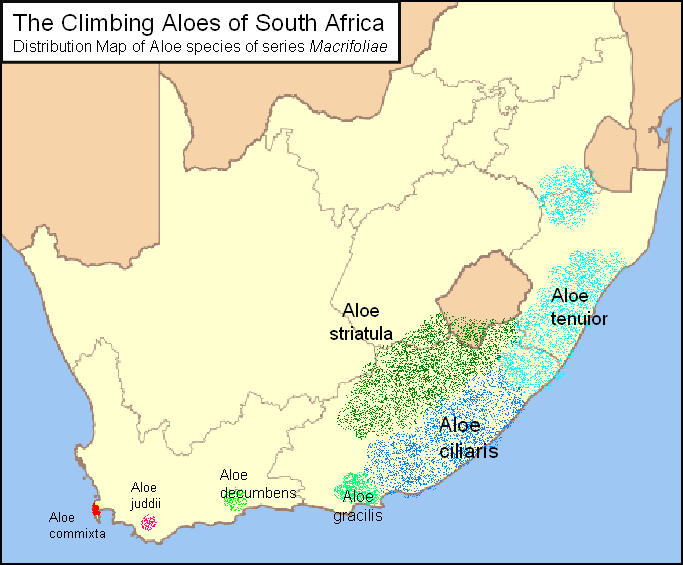
Verbreitungsgebiet

Aloe ciliaris ist eine Pflanzenart Gattung der Aloen (Aloe) in der Unterfamilie der Affodillgewächse (Asphodeloideae). Das Artepitheton ciliaris stammt aus dem Lateinischen, bedeutet ‚bewimpert‘ und verweist auf die bewimperten Blattscheiden der Art. Ihre drei Varietäten unterscheiden sich durch ihren Ploidiegrad.

## Beschreibung

### Vegetative Merkmale
Aloe ciliaris wächst stammbildend, verzweigt und ist spreizklimmend. Der Stamm erreicht eine Länge von bis zu 5 Meter oder mehr und ist 1 bis 1,5 Zentimeter dick. Die linealisch-lanzettlichen, lang spitz zulaufenden Laubblätter sind  auf einer Länge von 30 bis 60 Zentimetern zerstreut entlang der Stämme angeordnet. Ihre grüne Blattspreite ist 10 bis 15 Zentimeter lang und 1,5 bis 2,5 Zentimeter breit. Die festen, weißen Zähne am Blattrand sind 1 Millimeter lang und stehen 3 Millimeter voneinander entfernt. Zur Blattspitze hin werden die Randzähne kürzer. Die undeutlich grün linierte Blattscheide ist 5 bis 15 Millimeter lang. An ihrem oberen Rand gegenüber der Blattspreite befindet sich ein Saum aus 2 bis 4 Millimeter langen Wimpern.

### Blütenstände und Blüten
Der in der Regel einfache Blütenstand weist manchmal einen Zweig auf und ist 20 bis 30 Zentimeter lang. Die ziemlich dichten, konischen Trauben sind 8 bis 15 Zentimeter lang und 4 bis 5 Zentimeter breit. Sie bestehen aus 24 bis 30 Blüten. Die eiförmig spitz zulaufenden Brakteen weisen eine Länge von 4 bis 5 Millimeter auf. Die scharlachroten Blüten sind an ihrer Mündung gelblich grün und stehen an etwa 5 Millimeter langen Blütenstielen. Die leicht keulenförmigen Blüten sind 28 bis 35 Millimeter lang und an ihrer Basis sehr kurz verschmälert. Oberhalb des Fruchtknotens sind die Blüten allmählich erweitert. Ihre äußeren Perigonblätter sind auf einer Länge von 6 Millimetern nicht miteinander verwachsen. Die Staubblätter und der Griffel ragen 2 bis 4 Millimeter aus der Blüte heraus.

### Genetik
Die Chromosomenzahl beträgt {\displaystyle 2n=42}, d. h. die Varietät ist hexaploid.

## Systematik und Verbreitung
Aloe ciliaris ist in der südafrikanischen Provinz Ostkap verbreitet. Aloe ciliaris var. ciliaris wächst zwischen Sträuchern und Bäumen und wird durch diese gestützt. Aloe ciliaris var. redacta wächst auf Sanddünen und Aloe ciliaris var. tidmarshii auf gemäßigten Berghängen.
Die Erstbeschreibung durch Adrian Hardy Haworth wurde 1825 veröffentlicht. Ein nomenklatorisches Synonym ist Aloiampelos ciliaris (Haw.) Klopper & Gideon F.Sm. (2013).
Es werden folgende Varietäten unterschieden:
- Aloe ciliaris var. ciliaris
- Aloe ciliaris var. redacta S.Carter
- Aloe ciliaris var. tidmarshii Schönland

Aloe ciliaris var. ciliaris

Synonyme sind Aloe ciliaris var. flanaganii Schönland (1903), Aloe ciliaris f. flanaganii (Schönland) Resende (1943) und Aloe ciliaris f. gigas Resende (1938).
Aloe ciliaris var. redacta

Die Varietät unterscheidet sich von Aloe ciliaris var. ciliaris durch die 1 bis 2 Millimeter langen Wimpern an den Blattscheiden, den 4 bis 5 Millimeter langen Brakteen, die 12 bis 14 Millimeter langen Blütenstiele und die 21 bis 25 Millimeter langen Blüten. Die Varietät ist tetraploid ({\displaystyle 2n=42}).
Die Erstbeschreibung der Varietät durch Susan Carter wurde 1990 veröffentlicht. Ein Synonym ist Aloiampelos ciliaris var. redacta (S.Carter) Klopper & Gideon F.Sm. (2013).
Aloe ciliaris var. tidmarshii

Die Unterschiede zu Aloe ciliaris var. ciliaris sind: Die Blätter sind nur 7 bis 10 Zentimeter lang und nur 1,5 bis 2 Zentimeter breit. Die Wimpern an den Blattscheiden sind kürzer als 1 Millimeter. Die Blütentraube sind etwas lockerer und die Blüten 16 bis 25 Millimeter lang. Die Varietät ist diploid ({\displaystyle 2n=14}).
Die Erstbeschreibung der Varietät durch Selmar Schönland wurde 1903 veröffentlicht. Synonyme sind Aloe ciliaris f. tidmarshii (Schönland) Resende (1943), Aloe tidmarshii (Schönland) F.S.Müller ex R.A.Dyer (1943) und Aloiampelos ciliaris var. tidmarshii (Schönland) Klopper & Gideon F.Sm. (2013).

## Nachweise